# Gorka Larrea
Gorka Larrea García (San Sebastián, 7 aprile 1984) è un ex calciatore spagnolo, centrocampista.

## Palmarès

### Nazionale

#### Competizioni giovanili
- Giochi del Mediterraneo: 1

 2005